# Pua (música)

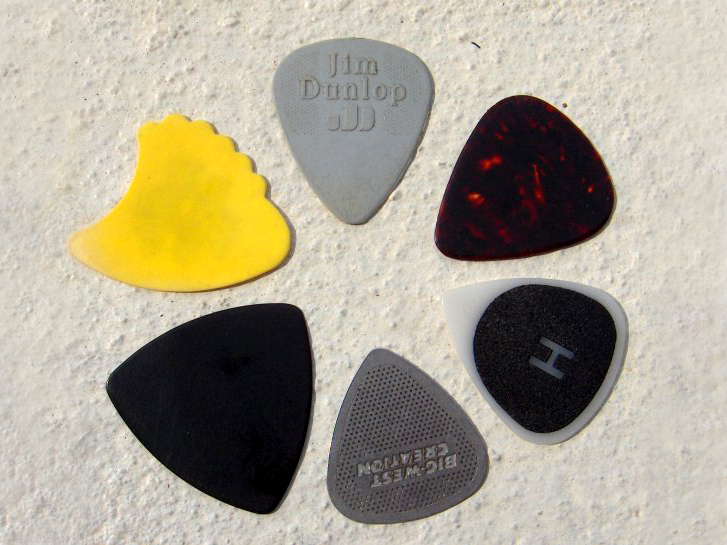
Diferents tipus de pues

Una pua és un tipus de plectre que és un element complementari que s'utilitza per a puntejar, gratar o fregar les cordes de la guitarra i d'altres instruments de corda.
Té ordinàriament forma triangular i acostuma a ser de conquilla (carei), cel·luloide, carboni o niló, en un acabat mitjà de duresa, sent els becs o puntes que ataquen les cordes d'un arrodonit lleugerament iniciat.

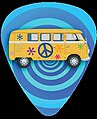
Una pua amb un dibuix d'una Volkswagen Combi